# 존 케어니
존 케어니(John Cairney, 1930년 2월 16일~2023년 9월 7일)는 영국의 배우, 텔레비전 배우이다.
글래스고에서 태어났다.

## 출연

### 영화
- 나이트메어 맨(1999년)
- 헨리 4세 파트 원(1979년)
- 해적선, 악마호(1964년)
- 아르고 황금 대탐험(1963년) - 힐라스 역
- 클레오파트라(1963년)
- 희생자(1961년) - 브라이디 역
- 지옥에서 악수하라(1959년)
- 타이타닉호의 비극(1958년) - 머피 역
- 야간 기습(1957년)
- 윈덤스 웨이(1957년)